# Carazo (Burgos)
Carazo es un municipio y localidad española de la provincia de Burgos, en la comunidad autónoma de Castilla y León. Perteneciente a la comarca de Sierra de la Demanda, cuenta con una población de 39 habitantes (INE 2024). Su economía se basa en la agricultura, la ganadería y el turismo rural.

## Geografía
Ubicado en la comarca de La Demanda y Pinares, partido judicial de Salas de los Infantes, es cabecera del ayuntamiento de su nombre. El sendero de gran recorrido GR-82 atraviesa la localidad.
El 100% de su término (2401,02 hectáreas) queda afectado por la ZEPA Sabinares del Arlanza, donde destacan las siguientes especies: buitre leonado (Gyps fulvus) y alimoche (Neophron percnopterus).
En la localidad nace el río Mataviejas (Ura en la antigüedad) y aguas abajo, en la ladera del monte “Soncarazo”, un sinclinal colgado de casi cinco kilómetros de largo, con una importante plataforma rocosa sobre la que se encuentra una gran planicie. El río cruza todo el pueblo y camino de Silos abre un desfiladero, estrecho y sinuoso. Frente al monte de “Son Carazo”, se encuentra otro monte, el “Enebral”, que esconde en su cima un extenso sabinar.
Continuando la carretera de Carazo dirección Santo Domingo de Silos (y continuando carretera de Aranda de Duero), aparece el desfiladero de la Yecla de unos 500 m de longitud y con paredes de más de 100 m de altura. En su interior se pueden encontrar pozas y pequeñas cascadas cuya agua procede del arroyo El Cauce formándolo durante millones de años. El desfiladero puede ser visitado por dentro gracias a una serie de puentes y pasarelas incrustadas en la pared de la montaña.

## Historia

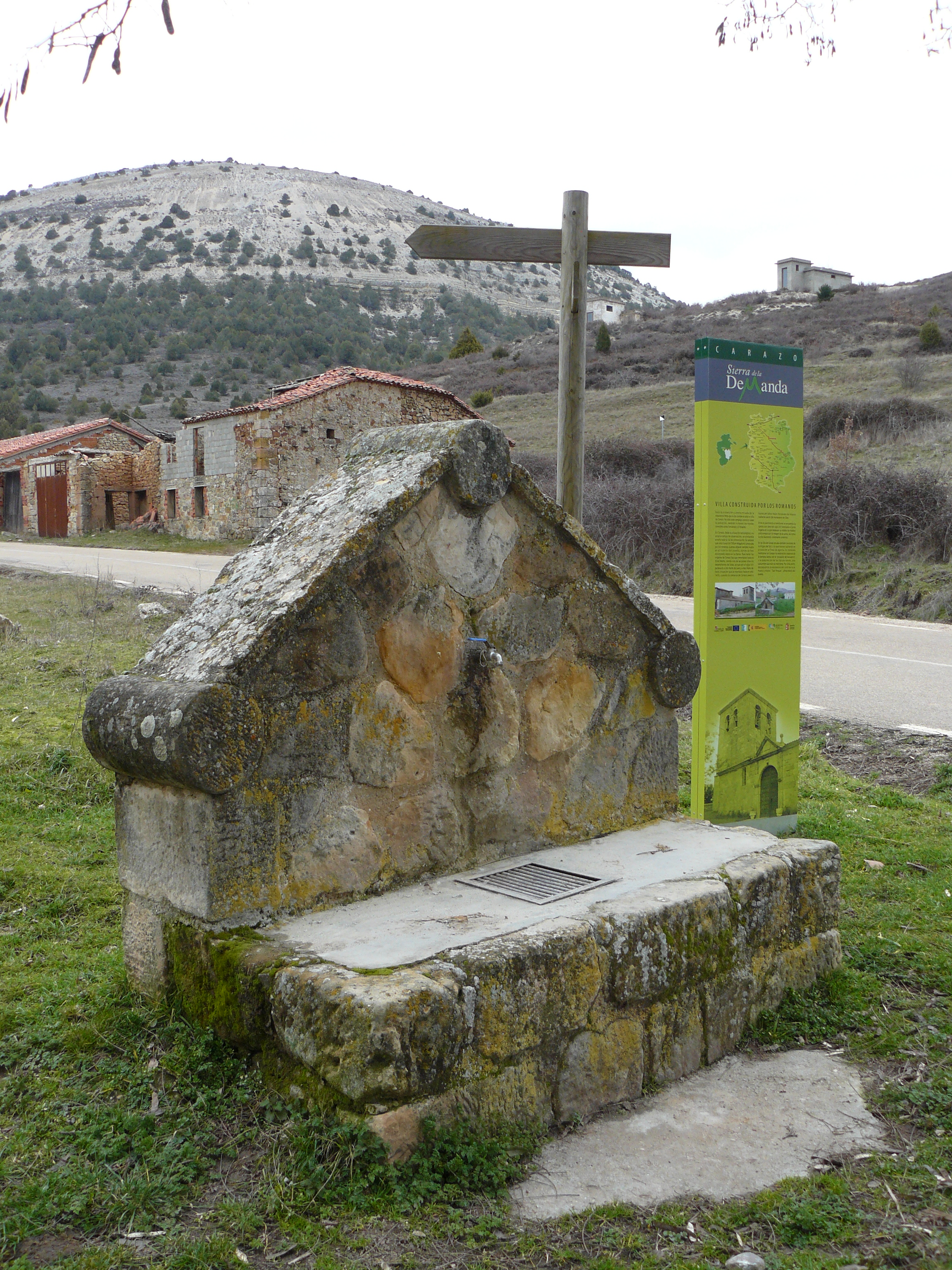
Carazo

El origen lejano de Carazo lo demuestra la existencia de restos arqueológicos de varios castros celtas, precisamente en el monte Soncarazo.
Posteriormente, la civilización romana también dejaría sus huellas en distintos pagos del término de Carazo, en forma de vías que pasaban cercanas a la población actual. Como la vía que comunicaba la vecina Clunia con la actual León
Ya en la Edad Media, la fortaleza de San Carlos (también conocida como castillo de Carazo) aparece como un recinto militar de gran importancia alrededor del cual existían varios asentamientos. Esta fortaleza, ubicada en la Meseta de Carazo pero en el municipio aledaño de Contreras, de origen hispano-musulmán y tomada por los cristianos en el siglo X, fue importante debido a las luchas entre Castilla y Navarra durante la Edad Media. Más tarde pasó a ser propiedad de la familia Castañeda. Durante las guerras carlistas del siglo XIX fue tomada por los carlistas, cuando pasó a conocerse como fuerte de San Carlos.
Una de las primeras referencias históricas de Carazo aparece en el poema de Fernán González, anónimo, del siglo XIII. En este cantar de gesta se habla de la fortaleza de Carazo y de la batalla de Carazo:
Entonces era Castilla un pequeño rincón,
era de castellano Montes de Oca mojón,
e de la otra parte Fitero el fondón,
moros tenían a Carazo en aquella sazón”
Posteriormente se incorpora a las tierras de los Lara y los Infantes de Salas de los Infantes en las luchas contra los Califas durante la Reconquista de la península ibérica. Pedro Segura y Sáez fue un cardenal reconocido como personalidad de la localidad. 
En 1963 se rodó la película de El valle de las espadas, de Javier Seto, con Espartaco Santoni y César Romero. En 1966 también fue parte del escenario donde se rodó El bueno, el feo y el malo de Sergio Leone.
En las fiestas patronales, celebradas en agosto, se realiza la procesión de su Virgen del Sol a su ermita situada en la falda del Soncarazo y donde se baila (espaldas al camino) por parte de la juventud al son de dulzaineros y tamboriles del folklore popular.

## Demografía
Carazo cuenta con una población de 39 habitantes (INE 2024).
| Gráfica de evolución demográfica de Carazo entre 1842 y 2021                                                        |
| |
| Población de derecho según los censos de población del INE Población de hecho según los censos de población del INE |